# Microschemobrycon
Microschemobrycon és un gènere de peixos de la família dels caràcids i de l'ordre dels caraciformes.

## Taxonomia
- Microschemobrycon callops (Böhlke, 1953)[2]
- Microschemobrycon casiquiare (Böhlke, 1953)[2]
- Microschemobrycon elongatus (Géry, 1973)[3]
- Microschemobrycon geisleri (Géry, 1973)[3]
- Microschemobrycon guaporensis (Eigenmann, 1915)[4]
- Microschemobrycon melanotus (Eigenmann, 1912)[5]
- Microschemobrycon meyburgi (Meinken, 1975)[6][7][8][9][10][11][12][13]